# Ghost Story (pel·lícula de 1974)
Ghost Story és una pel·lícula de misteri britànica de 1974 dirigida per Stephen Weeks i protagonitzada per Marianne Faithfull, Leigh Lawson, Larry Dann  i Anthony Bate. Tot i que està ambientada a Anglaterra, la pel·lícula es va rodar gairebé íntegrament a l'Índia, gran part al Palau de Bangalore, propietat del maharajà de Mysore. La pel·lícula compta amb una rara interpretació de l'actor Vivian MacKerrell, que més tard va ser la inspiració de Withnail a Withnail and I de Bruce Robinson. La història i el guió són de Philip Norman, Rosemary Sutcliff i Stephen Weeks i la música està composta per Ron Geesin. En una entrevista del 2017 per a "The Bill Podcast", l'actor Larry Dann va revelar que mai havia rebut un pagament pel seu treball a la pel·lícula.

## Trama
Durant la dècada de 1930, tres vells amics privilegiats de la Universitat es reuneixen el cap de setmana en una antiga casa de camp situada en una finca britànica extensa. De fet, McFayden (Murray Melvin), el propietari de la finca, que ha heretat recentment, convida els seus dos coneguts universitaris Talbot (Larry Dann) i Duller (Vivian MacKerrell) aparentment a un cap de setmana de caça. Duller és malhumorat i groller, tot i que un tret excel·lent, mentre que Talbot és tranquil, però desconcertat pel que fa a per què se'l va demanar, sobretot quan els seus col·legues l'abusen i el ridiculitzen contínuament. Tan bon punt arriben, els enfrontaments de personalitat, les petites discussions i l'entorn ombrívol comencen a desgastar els nervis de tothom. Per empitjorar les coses, McFayden descuida esmentar que el lloc podria estar embruixat. Durant la nit, Talbot comença a tenir estranyes al·lucinacions que involucren una esgarrifosa nina de porcellana i els antics ocupants de la mansió.
Talbot es veu transportat en el temps, donant testimoni de les proves i tribulacions d'una jove Sophy (Marianne Faithfull), que una vegada va residir a la casa. A mesura que avança la història, els tènues llaços que uneixen els homes comencen a desfer-se i les estranyes visions comencen a fer-se cada cop més vives fins que amenacen de tornar boig un d'ells, Talbot. Resulta que està perseguit pels ocupants anteriors, tot i que només Talbot els pot veure. Finalment, McFayden admet que va convidar Talbot i Duller perquè havia sentit rumors que la casa estava embruixada i els va triar a tots dos com a subjectes probables per atreure els esperits al descobert. A mesura que les visions es fan més freqüents i detallades, Talbot es veu introduït en un estrany regne sobrenatural d'incest, incendis i bogeria del qual és impossible escapar.

## Repartiment
- Anthony Bate - Dr. Borden
- Larry Dann - Talbot
- Marianne Faithfull - Sophy Kwykwer
- Sally Grace - Girl
- Penelope Keith - Rennie
- Leigh Lawson - Robert
- Vivian MacKerrell - Duller
- Murray Melvin - McFayden
- Barbara Shelley - Matron

## Recepció
Fou projectada fora de concurs al Festival internacional de cinema fantàstic d'Avoriaz del 1975. Va guanyar el Premi a la millor fotografia al VIII Festival Internacional de Cinema Fantàstic i de Terror de Sitges.